# Saut à ski aux Jeux olympiques de 1998
Pour des articles plus généraux, voir Saut à ski aux Jeux olympiques et Jeux olympiques d'hiver de 1998.
Navigation
Lillehammer 1998 Salt Lake City 2002
Les épreuves de saut à ski aux Jeux olympiques d'hiver de 1998 ont lieu du 11 au 17 février 1998 à Hakuba, près de Nagano au Japon.

## Podiums
| Épreuves         | Or                                                                 | Argent                                                              | Bronze                                                                                |
| Petit tremplin H | Jani Soininen                                                      | Kazuyoshi Funaki                                                    | Andreas Widhölzl                                                                      |
| Grand tremplin H | Kazuyoshi Funaki                                                   | Jani Soininen                                                       | Masahiko Harada                                                                       |
| Par équipe H     | Japon Takanobu Okabe Hiroya Saito Masahiko Harada Kazuyoshi Funaki | Allemagne Sven Hannawald Martin Schmitt Hansjörg Jäkle Dieter Thoma | Autriche Reinhard Schwarzenberger Martin Höllwarth Stefan Horngacher Andreas Widhölzl |

## Résultats

### Petit Tremplin
| Place | Nation   | Athlète          | Points |
| ----- | -------- | ---------------- | ------ |
| 1er   | Finlande | Jani Soininen    | 234.5  |
| 2e    | Japon    | Kazuyoshi Funaki | 233.5  |
| 3e    | Autriche | Andreas Widhölzl | 232.5  |
| 4e    | Finlande | Janne Ahonen     | 231.5  |
| 5e    | Japon    | Masahiko Harada  | 228.5  |
| 6e    | Slovénie | Primož Peterka   | 223.0  |
| 7e    | Japon    | Noriaki Kasai    | 221.5  |
| 8e    | Norvège  | Kristian Brenden | 215.5  |

### Grand Tremplin
| Place | Nation             | Athlète                  | Points |
| ----- | ------------------ | ------------------------ | ------ |
| 1er   | Japon              | Kazuyoshi Funaki         | 272.3  |
| 2e    | Finlande           | Jani Soininen            | 260.8  |
| 3e    | Japon              | Masahiko Harada          | 258.3  |
| 4e    | Autriche           | Andreas Widhölzl         | 258.2  |
| 5e    | Slovénie           | Primož Peterka           | 251.1  |
| 6e    | Japon              | Takanobu Okabe           | 250.1  |
| 7e    | Autriche           | Reinhard Schwarzenberger | 244.2  |
| 8e    | République tchèque | Michal Doležál           | 243.2  |

### Par équipe
| Place | Nation             | Athlète                                                                      | Points |
| ----- | ------------------ | ---------------------------------------------------------------------------- | ------ |
| 1er   | Japon              | Takanobu Okabe Hiroya Saito Masahiko Harada Kazuyoshi Funaki                 | 933.0  |
| 2e    | Allemagne          | Sven Hannawald Martin Schmitt Hansjörg Jäkle Dieter Thoma                    | 897.4  |
| 3e    | Autriche           | Reinhard Schwarzenberger Martin Höllwarth Stefan Horngacher Andreas Widhölzl | 881.5  |
| 4e    | Norvège            | Henning Stensrud Lasse Ottesen Roar Ljøkelsøy Kristian Brenden               | 870.6  |
| 5e    | Finlande           | Ari-Pekka Nikkola Mika Antero Laitinen Janne Ahonen Jani Soininen            | 833.6  |
| 6e    | Suisse             | Sylvain Freiholz Marco Steinauer Simon Ammann Bruno Reuteler                 | 735.0  |
| 7e    | République tchèque | Jakub Suchacek František Jež Michal Doležál Jaroslav Sakala                  | 710.3  |
| 8e    | Pologne            | Adam Małysz Łukasz Kruczek Wojciech Skupień Robert Mateja                    | 684.2  |

## Médailles
| Place | Nation    |   |   |   | Total |
| ----- | --------- | - | - | - | ----- |
| 1er   | Japon     | 2 | 1 | 1 | 4     |
| 2e    | Finlande  | 1 | 1 | 0 | 2     |
| 3e    | Allemagne | 0 | 1 | 0 | 1     |
| 4e    | Autriche  | 0 | 0 | 2 | 2     |